# Вечера у осам (филм)
 „Вечера у осам“ (енгл. Dinner at Eight) амерички је преткодовски играни филм у режији Џорџа Кјукора из 1933. Сценарио су написали Франсес Марион, Херман Џ. Манкевиц и Доналд Огден Стјуарт на основу истоимене позоришне драме Џорџа С. Кофмана и Едне Фербер. Филм се фокусира на богате појединце који су позвани на вечеру код Милисент Џордан, супруге бродског магната Оливера Џордана. Њихови животи се временски приказују од уручења позива до почетка саме вечере. Главне улоге тумаче: Лајонел Баримор, Џон Баримор, Џин Харлоу, Мари Дреслер, Волас Бири, Били Берк и Ли Трејси.
Ово је био први филм који је Дејвид О. Селзник продуцирао у студију Метро-Голдвин-Мејер. Пошто је већ успешно сарађивао са Џорџом Кјукором док је радио у студију РКО пикчерс, Селзник је успео да у нови студио пребаци и режисера. Сценарио верно чува богате дијалоге и вицкасте реплике бродвејске представе. Иако је жанровски комедија, филм није лишен мелодрамских мотива попут алкохолизма, самоубиства, финасијског слома, прељубе итд. Неуспешни телевизијски римејк са Маршом Мејсон, Лорен Бакол и Харијем Хамлином снимљен је 1989. 

## Улоге
| Глумац          | Улога           |
| --------------- | --------------- |
| Лајонел Баримор | Оливер Џордан   |
| Били Берк       | Милисент Џордан |
| Џин Харлоу      | Кити Пакард     |
| Волас Бири      | Ден Пакард      |
| Мари Дреслер    | Карлота Ванс    |
| Џон Баримор     | Лари Рено       |
| Едмунд Лоу      | др. Вејн Талбот |
| Ли Трејси       | Макс Кејн       |